# Desmos dumosus
Desmos dumosus (Roxb.) Saff. – gatunek rośliny z rodziny flaszowcowatych (Annonaceae Juss.). Występuje naturalnie w Indiach Bhutanie, południowej części Chin, w Wietnamie, Laosie, Tajlandii, Malezji, Indonezji oraz Brunei. 

## Morfologia
PokrójZimozielony krzew dorastający do 1–4 m wysokości. Gałęzie są owłosione.
LiścieMają kształt od odwrotnie jajowato eliptycznego do podłużnego. Mierzą 5–16 cm długości oraz 2–7 cm szerokości. Nasada liścia jest sercowata lub ucięta. Blaszka liściowa jest o ostrym lub krótko spiczastym wierzchołku. Ogonek liściowy jest owłosiony i dorasta do 5–10 mm długości.
KwiatyZebrane w kwiatostany, rozwijają się w kątach pędów, generalnie naprzeciwlegle do liści. Są zwisające. Mają zielonożółtawą barwę. Mierzą 5–6 cm średnicy. Działki kielicha mają owalny kształt, dorastają do 8 mm długości, są owłosione od wewnętrznej strony. Płatki mają owalnie lancetowaty kształt, osiągają do 5–6 mm długości i 2 cm szerokości, wewnętrzne są mniejsze od zewnętrznych. Kwiaty mają słupki o podłużnym kształcie.
OwoceTworzą owoc zbiorowy. Są owłosione.

## Biologia i ekologia
Rośnie w zaroślach oraz na otwartych przestrzeniach w lasach. Występuje na wysokości od 500 do 1700 m n.p.m. kwitnie od kwietnia do sierpnia, natomiast owoce pojawiają się od lipca do kwietnia.